# Quo Vadis? (film 1912)
Quo vadis – włoski film fabularny z 1912 roku. Druga w historii kina ekranizacja powieści Henryka Sienkiewicza. Współpracownikiem reżysera w tym filmie był Ryszard Ordyński.

## Obsada
- Carlo Cattaneo jako Neron
- Amelia Cattaneo jako Eunice
- Augusto Mastripietri jako Chilon Chilonides
- Lea Giunchi jako Ligia
- Olga Brandini jako Poppea Sabina
- Cesare Moltini jako Ofoniusz Tygellinus
- Giovanni Gizzi jako Piotr Apostoł
- Ignazio Lupi jako Aulus
- Bruto Castellani jako Ursus
- Amleto Novelli jako Marek Winicjusz
- Gustavo Serena jako Petroniusz